# 570年
| 千纪： | 1千纪                                                                                                |
| 世纪： | 5世纪 \| 6世纪 \| 7世纪                                                                              |
| 年代： | 540年代 \| 550年代 \| 560年代 \| 570年代 \| 580年代 \| 590年代 \| 600年代                            |
| 年份： | 565年 \| 566年 \| 567年 \| 568年 \| 569年 \| 570年 \| 571年 \| 572年 \| 573年 \| 574年 \| 575年      |
| 纪年： | 庚寅年（虎年）；高昌延昌十年；北齊武平元年；西梁天保九年；南朝陳太建二年；北周天和五年；新罗大昌三年 |

## 大事记
- 波斯薩珊帝國占領葉門，並奪占阿克蘇姆帝國的部分海岸屬地和通商城市，阿克蘇姆帝國被趕出阿拉伯地區。

## 出生
- 伊斯蘭教創始人穆罕默德出生。

## 逝世
- 章要兒，宣皇后，南朝陳武帝陳霸先皇后。
- 歐陽紇（538年生），陳朝歐陽頠之子，唐代書法家歐陽詢之父。